# Ілатив
Ілатив (лат. illativus) — відмінок, який вказує на кінцевий (всередині чого-небудь) пункт траєкторії руху одного з учасників ситуації. Є в першу чергу в аглютинативних мовах (фіно-угорських та ін.). Відрізняється від алатива, який також вказує на кінцевий пункт, однак, як правило, зовнішній.